# Gnetum bosavicum
Gnetum bosavicum là một loài thực vật hạt trần trong họ Gnetaceae. Loài này được Markgr. mô tả khoa học đầu tiên năm 1977.